# Green Park (Missouri)
Green Park ist eine Stadt mit dem Status „City“ im St. Louis County im US-Bundesstaat Missouri. Das U.S. Census Bureau hat bei der Volkszählung 2020 eine Einwohnerzahl von 2.705 ermittelt.

## Geographie
Die Koordinaten von Green Park liegen bei 38°31'25" nördlicher Breite und 90°20'17" westlicher Länge.
Nach Angaben der United States Census 2010 erstreckt sich das Stadtgebiet von Green Park über eine Fläche von 3,50 Quadratkilometer (1,35 sq mi).

## Bevölkerung
Nach der United States Census 2010 lebten in Green Park 2622 Menschen verteilt auf 1001 Haushalte und 730 Familien. Die Bevölkerungsdichte betrug 749,1 Einwohner pro Quadratkilometer (1942,2/sq mi).
Die Bevölkerung setzte sich 2010 aus 92,5 % Weißen, 1,4 % Afroamerikanern, 3,5 % Asiaten, 0,4 % aus anderen ethnischen Gruppen und 2,3 % stammten von zwei oder mehr Ethnien ab.
Von den 2622 Einwohnern waren 20,3 % unter 18 Jahre und in 21,8 % der Haushalten lebten Menschen die 65 Jahre oder älter waren. Das Durchschnittsalter betrug 45,1 Jahre und 47,3 % der Einwohner waren Männlich.

## Belege
1. ↑  Explore Census Data Total Population in Green Park city, Missouri. Abgerufen am 2. Februar 2023.
2. ↑   United States Census
3. ↑   American Fact Finder